# Five Came Back
Five Came Back é um filme estadunidense de 1939, do gênero aventura, dirigido por John Farrow e estrelado por Chester Morris e Lucille Ball.
Considerado um dos melhores filmes B da história da RKO, Five Came Back é um precursor de Aeroporto e outras produções em que pessoas de diferentes estratos sociais têm de lutar pela sobrevivência após algum tipo de desastre.
O filme custou apenas 225 mil dólares e obteve um lucro líquido de 262 mil, em valores da época.
Em 1956, a história foi refilmada com o título de Back from Eternity, com Robert Ryan e Anita Ekberg. O diretor foi novamente John Farrow.

## Sinopse
Avião levando 12 passageiros cai em floresta sul-americana assolada por tribo de caçadores de cabeça. Enquanto o piloto e seu assistente tentam reparar a aeronave, conflitos explodem entre os sobreviventes e a presença dos nativos torna-se cada vez mais ameaçadora. Quem serão os cinco felizardos a sobreviver?

## Elenco
| Ator/Atriz       | Personagem                                            |
| ---------------- | ----------------------------------------------------- |
| Chester Morris   | Bill Brooks                                           |
| Lucille Ball     | Peggy Nolan                                           |
| Wendy Barrie     | Alice Melbourne                                       |
| John Carradine   | Senhor Crimp                                          |
| Allen Jenkins    | Pete                                                  |
| Joseph Calleia   | Vasquez                                               |
| C. Aubrey Smith  | Professor Henry Spengler                              |
| Kent Taylor      | Joe, o copiloto                                       |
| Patric Knowles   | Judson Ellis                                          |
| Elisabeth Risdon | Martha Spengler                                       |
| Casey Jones      | Tommy Mulvaney                                        |
| Pat O'Malley     | Michael 'Mike' Mulvaney, pai de Tommy (não creditado) |